# Werner Schlegel (Agrarwissenschaftler)
Werner Wolfram Schlegel (* 17. Januar 1929 in Malbork (damals Marienburg); † 16. März 1989 in Jena) war ein deutscher Agrarwissenschaftler und Hochschullehrer auf dem Gebiet der Tierzucht.

## Leben und Wirken
Werner Wolfram Schlegel wurde als Sohn eines Studienrates im damaligen Ostpreußen geboren, besuchte dort vier Jahre die Volksschule und danach die Oberschule für Jungen. Nach dem Ende des Zweiten Weltkrieges musste er mit seiner Familie die Heimat verlassen und im Thüringer Kreis Eisenach leben. So wurde er noch Ende 1945 Lehrling des Schulgutes Deubachshof (Kr. Eisenach) mit Besuch der dortigen Ackerbauschule, 1946–48 Wirtschaftsgehilfe seines Lehrbetriebes und schloss 1949 die Fachschule für Landwirtschaft Eisenach als „Staatlich geprüfter Landwirt“. Daran schloss sich eine Tätigkeit als Zuchtberater beim Landesverband der Schweinezüchter der VdgB Thüringen an, bei der er in den Landkreisen Gera und Altenburg Züchter der Rassen Deutsches veredeltes Landschwein, Deutsches Cornwallschwein und Deutsches Sattelschwein betreute. Bereits 1950 nahm er das Studium der Agrarwissenschaften an der Friedrich-Schiller-Universität Jena auf, erhielt 1953 den Abschluss als Diplomlandwirt, wurde Wissenschaftlicher Assistent, 1957 Oberassistent am dortigen Institut für Tierzucht bei Fritz Hofmann und promovierte dabei 1956 mit einer Dissertation über die Cornwallherdbuchzucht in der DDR zum Dr. agr.
1961 wechselte Schlegel als stellvertretender Direktor und Abteilungsleiter für Tierzucht an das neu gebildete Bezirksinstitut für Landwirtschaft (des Bezirkes Gera) in Tautenhain bei Eisenberg (Thüringen), 1964 in die landw. Praxis als Vorstandsmitglied und Leiter der Viehwirtschaft einer Agrargenossenschaft und kehrte 1966 an sein Institut in Jena zurück. Jetzt war er Wiss. Mitarbeiter mit Lehrauftrag für Schweinezucht, habilitierte 1970, erhielt die Facultas Docendi für das Fachgebiet Tierzucht (Schweinezucht und -haltung), wurde im gleichen Jahr (im Ergebnis der III. Hochschulreform der DDR und der Schließung der Jenaer Fakultät) als wiss. Oberassistent durch die Karl-Marx-Universität Leipzig übernommen und wirkte hier 1971–77 als solcher im Wissenschaftsbereich (WB) Schweinezucht der Sektion Tierproduktion und Veterinärmedizin. 1977 erhielt er die Berufung als Dozent für Tierzucht (Schweinezucht) und Stellvertretender Wissenschaftsbereichsleiter Schweinezucht sowie am 1. September 1985 als ao. Professor. 1971–88 war er Leiter der Forschungsstelle Rodameuschel (Frauenprießnitz), die zu seinem Wissenschaftsbereich Schweinezucht gehörte und sich mit der praktischen Besamung und Biotechnik bei Schweinen befasste. Wegen einer schweren Erkrankung wurde er zum Jahresende im Januar 1988 invalidisiert und starb bereits 14 Monate später in Jena.

### Fachliche Schwerpunkte
- 1949–50 Beratung von Schweineherdbuchzuchten
- 1953–61 wiss. Untersuchungen zu Schweinezucht und -haltung
- 1966–71 Lehrtätigkeit zu Schweinezucht und -haltung
- 1970–88 Anleitung und Auswertung von Versuchen zu bio- und zootechnischen Maßnahmen bei Sauen

### Forschungsgebiete
- Künstliche Besamung bei Sauen
- Bio- und zootechnische Pubertätsinduktion,
- Brunst- und Ovulationssynchronisation bei Jungsauen,
- Brunst- und Ovulationssynchronisation bei Altsauen,
- Partussynchronisation bei Sauen

## Veröffentlichungen (Auswahl)
- Entwicklung und Stand der Cornwallherdbuchzucht in der DDR, unter besonderer Berücksichtigung der Sauenfamilien. Diss. Jena, 166 Bl., 33 Taf.
- Untersuchungen zur Fortpflanzungsleistung weiblicher Schweine unter besonderer Berücksichtigung zootechnischer und physiologischer Einflussfaktoren – ein Beitrag zur effektiven Nutzung der künstlichen Besamung beim Schwein. Hab.-Schr. Uni Jena, 1970, Math.-naturwiss. Fakultät., 147 Bl.
- Der Einfluss der Erstlingsleistung auf die Höhe der Lebensleistung in der Schweinezucht. In: Tierzucht, Berlin, Dt. Landwirtschaftsverlag 1959 (13) H. 6.
- Mit Ritter, Ernst: Moderne Ferkelaufzucht (Broschüre). Berlin: Dt. Bauernverlag, 1959.
- Mit Löhle, Klaus: Arbeiten aus dem Institut für Tierzucht in den Jahren 1947 bis 1960. Broschüre zum 60. Geburtstag von Prof. Hofmann. Jena, 1961.
- Fortpflanzungsbiologische Grundlagen sowie bio- und zootechnische Maßnahmen der Schweineproduktion. In: Hochschullehrbuch Tierproduktion: Teil Schweinezucht (Hrsg. Pfeiffer, Helmuth) Berlin: VEB Dt. Landwirtschaftsverlag, 1984.
- Reproduktion des Schweinebestandes, ebenda.

Veröffentlichungen von etwa 180 wissenschaftlichen Beiträgen in Sammelwerken, Fachzeitschriften, Aufsätzen und Buchbesprechungen sowie 42 populärwiss. Artikel sowie Betreuung von elf Promotionen und vier Habilitationen

## Ehrenamt (Auswahl)
- 1957–1962 Mitglied der Stadtverordnetenversammlung Jena
- 1961–1989 Mitglied der Agrarwissenschaftlichen Gesellschaft der DDR
- 1963–1986 Mitglied des Bezirkstages Gera (Fraktion DBD)
- Ab 1961 Mitglied der Forschungsgemeinschaft Schweinezucht der Sektion Tierzucht bei der DAL/AdL Berlin

## Ehrungen
- 1961 Medaille für ausgezeichnete Leistungen.
- 1968 Silberne Ehrennadel der Dt. Agrarwissenschaftlichen Gesellschaft.
- 1968 Medaille für ausgezeichnete Leistungen.
- 1969 Erinnerungsplakette der Friedrich-Schiller-Universität Jena.
- 1974 Goldenes Ehrenzeichen der Demokratischen Bauernpartei Deutschlands (DBD).
- 1977 Humboldt-Medaille (in Gold).